# Puerto Rico op de Olympische Zomerspelen 1984
Puerto Rico nam deel aan de Olympische Zomerspelen 1984 in Los Angeles, Verenigde Staten. 

## Medailleoverzicht
| Sport  | Olympiër           | Discipline | Medaille |
| ------ | ------------------ | ---------- | -------- |
| Boksen | Luis Ortíz         | -60kg (m)  | Zilver   |
| Boksen | Arístides González | -75kg (m)  | Brons    |

## Deelnemers en resultaten

### Atletiek
| Olympiër                                                     | Discipline               | Resultaat | Prestatie                                                                       |
| ------------------------------------------------------------ | ------------------------ | --------- | ------------------------------------------------------------------------------- |
| Luis Morales                                                 | 100m (m)                 | 13e       | serie 9: 2de in 10,60 kwartfinale 5: 3de in 10,35 halve finale 2: 5de in 10,54  |
| Nelson Erazo                                                 | 200m (m)                 | 48e       | serie 10: 4de in 21,72                                                          |
| Luis Morales                                                 | 200m (m)                 | 16e       | serie 8: 2de in 21,05 kwartfinale 1: 4de in 20,82 halve finale 1: 8ste in 21,22 |
| Carmelo Ríos                                                 | 3000m steeplechase (m)   | 23e       | serie 2: 6de in 8.31,88 halve finale 2: 12de in 8.44,70                         |
| Claudio Cabán                                                | marathon (m)             | 53e       | 2:27.16                                                                         |
| Jorge González                                               | marathon (m)             | 13e       | 2:14.00                                                                         |
| César Mercado                                                | marathon (m)             | 31e       | 2:19.09                                                                         |
| Edgardo Rivera                                               | polsstokhoogspringen (m) | 18e       | kwalificatie groep B: 9de met 5,10m                                             |
|                                                              |                          |           |                                                                                 |
| Marie Mathieu                                                | 400m (v)                 | 15e       | serie 3: 4de in 53,27 halve finale 1: 7de in 53,69                              |
| Angelita Lind                                                | 800m (v)                 | 13e       | serie 2: 4de in 2.01,84 halve finale 1: 6de in 2.03,27                          |
| Margaret de Jesús Angelita Lind Evelyn Mathieu Marie Mathieu | 4x400m (v)               | DNS       | serie 1: 5de in 3.37,39 finale: niet gestart                                    |
| Naydi Nazario                                                | marathon (v)             | 33e       | 2:45.49                                                                         |
| Madeline de Jesús                                            | verspringen (v)          | 21e       | kwalificatie groep A: 10de met 5,63m                                            |
| Laura Agront                                                 | hoogspringen (v)         | 22e       | kwalificatie groep A: 13de met 1,80m                                            |

### Boksen
| Olympiër           | Discipline  | Resultaat | Prestatie |
| ------------------ | ----------- | --------- | --- |
| Rafael Ramos       | -48kg (m)   | 5e        | 1ste ronde: W van ARG Salazar: walk-over 2de ronde: W van DOM Beltre: 4-1 kwartfinale: V van ITA Todisco: 1-4 |
| José Rodríguez     | -51kg (m)   | 9e        | 1ste ronde: W van ZAI Diabateza: 5-0 2de ronde: V van DOM Ramírez: 0-5 |
| John John Molina   | -54kg (m)   | 9e        | 1ste ronde: vrij 2de ronde: W van FIN Eskelinen: 5-0 3de ronde: V van DOM Nolasco: 2-3 |
| Orlando Fernández  | -57kg (m)   | 17e       | 1ste ronde: vrij 2de ronde: V van COL Zuñiga: scheidsrechterlijke beslissing |
| Luis Ortíz         | -60kg (m)   | Zilver    | 1ste ronde: vrij 2de ronde: W van THA Sakul: knock-out 3de ronde: W van GBR Dickson: knock-out kwartfinale: W van ESP Hernando: 5-0 halve finale: W van CMR N'Dongo: 3-2 finale: V van USA Whitaker: scheidsrechterlijke beslissing |
| Jorge Maysonet     | -63,5kg (m) | 5e        | 1ste ronde: W van ZAI Kafuanka: scheidsrechterlijke beslissing 2de ronde: W van SAM Ioane: 5-0 3de ronde: W van NGR Nwokolo: 3-2 kwartfinale: V van THA Umponmaha: 0-5                                                              |
| Carlos Reyes       | -67kg (m)   | 17e       | 1ste ronde: vrij 2de ronde: V van USA Breland: scheidsrechterlijke beslissing |
| Víctor Claudio     | -71kg (m)   | 17e       | 1ste ronde: vrij 2de ronde: V van SLE Claudio: scheidsrechterlijke beslissing |
| Arístides González | -75kg (m)   | Brons     | 1ste ronde: W van TGA Havili: 4-1 2de ronde: W van SAM Tuvale: 5-0 kwartfinale: W van NED van Raamsdonk: 4-1 halve finale: V van KOR Shin: 1-4                                                                                      |
| Arcadio Fuentes    | -81kg (m)   | 17e       | 1ste ronde: V van SWE Corpi: knock-out |
| Isaac Barrientos   | +91kg (m)   | 9e        | 1ste ronde: V van USA Biggs: 0-5 |

### Boogschieten
| Olympiër      | Discipline      | Resultaat | Prestatie                                                                              |
| ------------- | --------------- | --------- | -------------------------------------------------------------------------------------- |
| Ismael Rivera | individueel (m) | 58e       | 1ste ronde: 58ste met 1042 punten 2de ronde: 58ste met 1047 punten totaal: 2089 punten |

### Gewichtheffen
| Olympiër       | Discipline | Resultaat | Prestatie                                                        |
| -------------- | ---------- | --------- | ---------------------------------------------------------------- |
| William Letriz | -75kg (m)  | 19e       | trekken: 16de met 130kg stoten: 17de met 152,5kg totaal: 282,5kg |

### Judo
| Olympiër     | Discipline | Resultaat | Prestatie |
| ------------ | ---------- | --------- | --- |
| Jorge Bonnet | -78kg (m)  | 12e       | 1ste ronde : W van ITA Marcelli: niet gestart 2de ronde: W van CGO Wogo: ippon 3de ronde: W van CMR Ndemba: ippon kwartfinale: V van ROU Frățică: ippon |
| José Fuentes | -86kg (m)  | 19e       | 1ste ronde : V van NED Spijkers: walk-over |

### Paardensport
| Olympiër        | Discipline  | Resultaat | Prestatie                                                        |
| Dressuur        | Dressuur    | Dressuur  | Dressuur                                                         |
| --------------- | ----------- | --------- | ---------------------------------------------------------------- |
| Libby Hernández | individueel | 37e       | kwalificatie: 37ste met 1305 punten                              |
| Eventing        |             |           |                                                                  |
| Mark Watring    | individueel | 37e       | dressuur: 48ste met 88 strafpunten cross-country: niet gefinisht |

### Roeien
| Olympiër   | Discipline | Resultaat | Prestatie |
| ---------- | ---------- | --------- | --- |
| Juan Félix | skiff (m)  | 10e       | serie 1: 6de in 7.42,96 herkansingen: 3de in 7.26,85 halve finale 2: 5de in 7.34,70 finale B: 4de in 7.36,338 |

### Schermen
| Olympiër      | Discipline | Resultaat | Prestatie |
| ------------- | ---------- | --------- | --- |
| Gilberto Peña | degen (m)  | 43e       | 1ste ronde groep E: 4de V van SUI Poffet: 2-5 V van KOR Lee: 3-5 V van FRA Boisse: 0-5 W van ISV Kerr: 5-3 2de ronde groep A: 6de V van FRG Fischer: 1-5 V van USA Trevor: 2-5 V van ITA Mazzoni: 2-5 V van CAN Chouinard: 2-5 V van TUR Dizioğlu: 1-5. |
| Edgardo Díaz  | floret (m) | 37e       | 1ste ronde groep E: 4de V van FRG Gey: 0-5 V van VEN Magallanes: 4-5 V van AUT Wendt: 2-5 W van KUW Al-Ahmed: 5-4 W van ISV Kreglo: 5-2 2de ronde groep D: 5de V van ITA Borella: 3-5 V van CHN Chu: 3-5 V van ISR Eyal: 0-5 V van FRA Jolyot: 1-5      |

### Schietsport
| Olympiër       | Discipline             | Resultaat | Prestatie                        |
| -------------- | ---------------------- | --------- | -------------------------------- |
| Manuel Hawayek | 50m geweer liggend (m) | 25e       | 589 punten: (98-99-96-100-99-97) |
|                |                        |           |                                  |
| José Artecona  | trap                   | 35e       | 176 punten                       |

### Wielersport
| Olympiër     | Discipline       | Resultaat | Prestatie      |
| ------------ | ---------------- | --------- | -------------- |
| Ramón Rivera | wegwedstrijd (m) | DNF       | niet gefinisht |

### Worstelen
| Olympiër        | Discipline  | Resultaat   | Prestatie |
| Vrije stijl     | Vrije stijl | Vrije stijl | Vrije stijl |
| --------------- | ----------- | ----------- | --- |
| Orlando Cáceres | -57kg (m)   | 4e          | groep A: 2de W van PAN Leslie: 3,5-0,5 W van CMR N'Kondag: 4-0 V van JPN Tomiyama: 0,5-3,5 W van GBR Aspen: 4-0 W van IND Singh: 3,5-0,5 bronzen finale: V van KOR Kim: 1-3 |
| Carmelo Flores  | -57kg (m)   | 11e         | groep A: 6de W van CMR Segning: 4-0 V van JPN Akaishi: 0-4 V van TUR Kaygusuz: 0-4                                                                                          |
| José Betancourt | -57kg (m)   | 13e         | groep B: 7de W van ARG Goldstein: 4-0 V van JPN Kamimura: 0-3 V van TUR Şeker: 0-4                                                                                          |

### Zeilen
| Olympiër                               | Discipline     | Resultaat | Prestatie                             |
| -------------------------------------- | -------------- | --------- | ------------------------------------- |
| Manuel Dalmau                          | windglider (m) | 20e       | 142,8 punten: (19-4-YMP-DSQ-23-24-21) |
|                                        |                |           |                                       |
| Enrique Díaz Juan Torruella, Jr.       | tornado klasse | 18e       | 131,0 punten: (16-17-18-17-13-16-16)  |
| Jerry Pignolet Ronnie Ramos Eric Tulla | soling klasse  | 19e       | 145,0 punten: (DNF-19-19-21-20-14-16) |

### Zwemmen
| Olympiër                                                         | Discipline            | Resultaat | Prestatie                                        |
| ---------------------------------------------------------------- | --------------------- | --------- | ------------------------------------------------ |
| Fernando Cañales                                                 | 100m vrije slag (m)   | 19e       | serie 7: 2de in 51,75                            |
| Tony Portela                                                     | 100m vrije slag (m)   | 27e       | serie 3: 4de in 52,47                            |
| Fernando Cañales                                                 | 200m vrije slag (m)   | 37e       | serie 7: 6de in 1.56,60                          |
| Filiberto Colon                                                  | 100m vlinderslag (m)  | 19e       | serie 3: 5de in 56,66                            |
| Filiberto Colon                                                  | 200m vlinderslag (m)  | 12e       | serie 5: 4de in 2.01,80 finale B: 4de in 2.01,27 |
| Fernando Cañales Miguel Figueroa Rafael Gandarillas Tony Portela | 4x100m vrije slag (m) | 14e       | serie 2: 6de in 3.30,66                          |

Algerije · Amerikaanse Maagdeneilanden · Andorra · Antigua en Barbuda · Argentinië · Australië · Bahama’s · Bahrein · Bangladesh · Barbados · België · Belize · Benin · Bermuda · Bhutan · Birma · Bolivia · Bondsrepubliek Duitsland · Botswana · Brazilië · Britse Maagdeneilanden · Canada · Centraal-Afrikaanse Republiek · Chili · China · Chinees Taipei · Colombia · Congo-Brazzaville · Costa Rica · Cyprus · Denemarken · Djibouti · Dominicaanse Republiek · Ecuador · Egypte · El Salvador · Equatoriaal-Guinea · Fiji · Filipijnen · Finland · Frankrijk · Gabon · Gambia · Ghana · Grenada · Griekenland · Groot-Brittannië · Guatemala · Guinee · Guyana · Haïti · Honduras · Hongkong · Ierland · IJsland · India · Indonesië · Irak · Israël · Italië · Ivoorkust · Jamaica · Japan · Joegoslavië · Jordanië · Kaaimaneilanden · Kameroen · Kenia · Koeweit · Lesotho · Libanon · Liberia · Liechtenstein · Luxemburg · Madagaskar · Malawi · Maleisië · Mali · Malta · Marokko · Mauritanië · Mauritius · Mexico · Monaco · Mozambique · Nederland · Nederlandse Antillen · Nepal · Nicaragua · Nieuw-Zeeland · Niger · Nigeria · Noord-Jemen · Noorwegen · Oeganda · Oman · Oostenrijk · Pakistan · Panama · Papoea-Nieuw-Guinea · Paraguay · Peru · Portugal · Puerto Rico · Qatar · Roemenië · Rwanda · Salomonseilanden · Samoa · San Marino · Saoedi-Arabië · Senegal · Seychellen · Sierra Leone · Singapore · Soedan · Somalië · Spanje · Sri Lanka · Suriname · Swaziland · Syrië · Tanzania · Thailand · Togo · Tonga · Trinidad en Tobago · Tsjaad · Tunesië · Turkije · Uruguay · Venezuela · Verenigde Arabische Emiraten · Verenigde Staten · Zaïre · Zambia · Zimbabwe · Zuid-Korea · Zweden · Zwitserland